# Romani ite domum

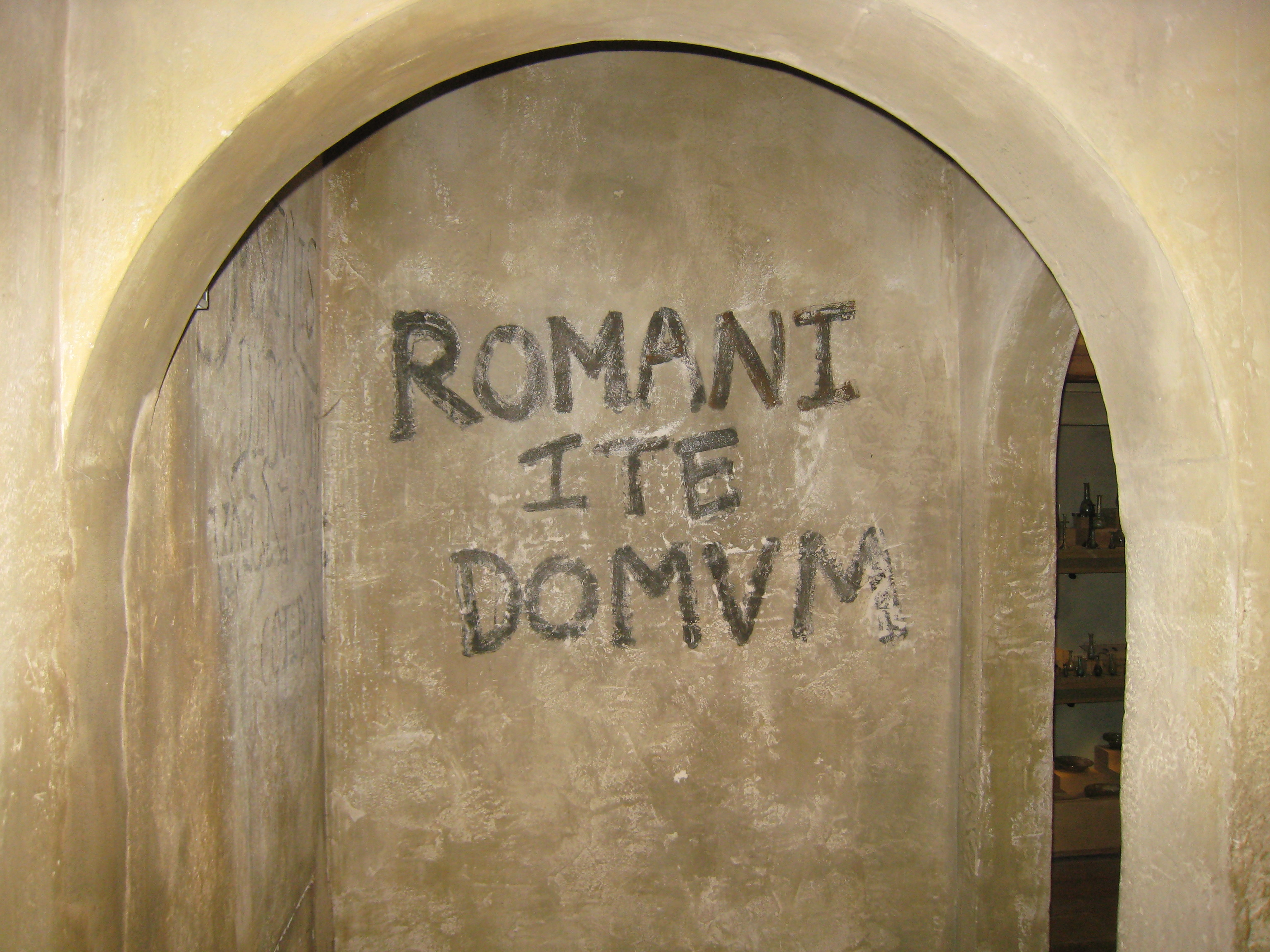
Romani ite domum écrit sur une reconstruction d'une colonie romaine en Grande-Bretagne, située au Hull and East Riding Museum

 (décembre 2023).
Romani ite domum (Romains, rentrez chez vous) est une phrase latine qui est la correction du graffiti Romanes eunt domus, tiré d'une scène du film Monty Python : La Vie de Brian .

## La vie de Brian
La scène présente John Cleese en centurion et Graham Chapman jouant le rôle de Brian, qui est à ce moment du film un membre potentiel du groupe du « Front populaire de Judée », souhaitant l'indépendance de la Judée alors sous occupation romaine, le film se déroulant aux alentours de la fin de la vie de Jésus. Pour prouver qu'il est digne d'être membre du groupe indépendantiste, Brian doit taguer le slogan anti-romain « Romains rentrez chez vous » sur les murs du palais du gouverneur Ponce Pilate, à Jérusalem, ce en pleine nuit et écrit en latin afin que les Romains puissent le comprendre.
Lorsqu'il finit d'écrire Romanes eunt domus, il est attrapé par un centurion. Brian est terrifié et s'attend à être tué sur le coup pour son tag. Cependant, en lisant le graffiti de Brian et en réalisant que sa grammaire est incorrecte, le centurion se décide plutôt à corriger les erreurs de Brian à la manière d'un professeur de latin strict, car ce que Brian a écrit se traduit par « Les gens qui s'appellent Romanes ils vont la maison ». Il oblige ce dernier à utiliser l'impératif et les cas grammaticaux appropriés afin d'écrire la phrase correcte Romani ite domum cent fois, menaçant de « couper [ses] couilles » s'il ne l'a pas fait avant l'aurore. Brian s'exécute, couvrant ainsi presque tous les murs et mêmes les sols de la place avec les graffitis, cette fois-ci avec la grammaire appropriée.
Une fois la tâche terminée, le soldat qui le surveillait l'avertit de ne plus recommencer et s'en va. Au moment de son départ, trois autres soldats arrivent au coin de la rue et voient les graffitis, avec Brian admirant ces derniers, pinceau à la main. S'ensuit alors une course-poursuite.
Dans les scènes suivantes, des soldats romains peuvent être vus en train d'effacer les graffitis.